# Loyat
Loyat är en kommun i departementet Morbihan i regionen Bretagne i nordvästra Frankrike. Kommunen ligger i kantonen Ploërmel som tillhör arrondissementet Vannes. År 2022 hade Loyat 1 734 invånare.

## Befolkningsutveckling
Antalet invånare i kommunen Loyat
| Referens: INSEE |